# (8305) Teika
(8305) Teika ist ein Asteroid des Hauptgürtels, der am 22. Februar 1995 vom japanischen Astronomen Takao Kobayashi am Oizumi-Observatorium (IAU-Code 411) in Ōizumi in der japanischen Präfektur Gunma entdeckt wurde.
Benannt wurde der Asteroid am 28. September 2004 nach dem japanischen Dichter Fujiwara no Sadaie (1162–1241), der als einer der bedeutendsten Dichter Japans und größter Meister der Lyrikform des Waka gilt.